# FSC Lublin-51
FSC Lublin-51 – polski samochód ciężarowy małej ładowności, stanowiący licencyjną wersję radzieckiego samochodu GAZ-51. Produkcję seryjną rozpoczęto 7 listopada 1951 roku, a zakończono w czerwcu 1959 roku. Model ten zastąpiony został w ofercie producenta przez opracowany w kraju samochód dostawczy FSC Żuk. Łącznie wyprodukowano 17 479 egzemplarzy samochodu FSC Lublin-51.

## Historia i opis modelu

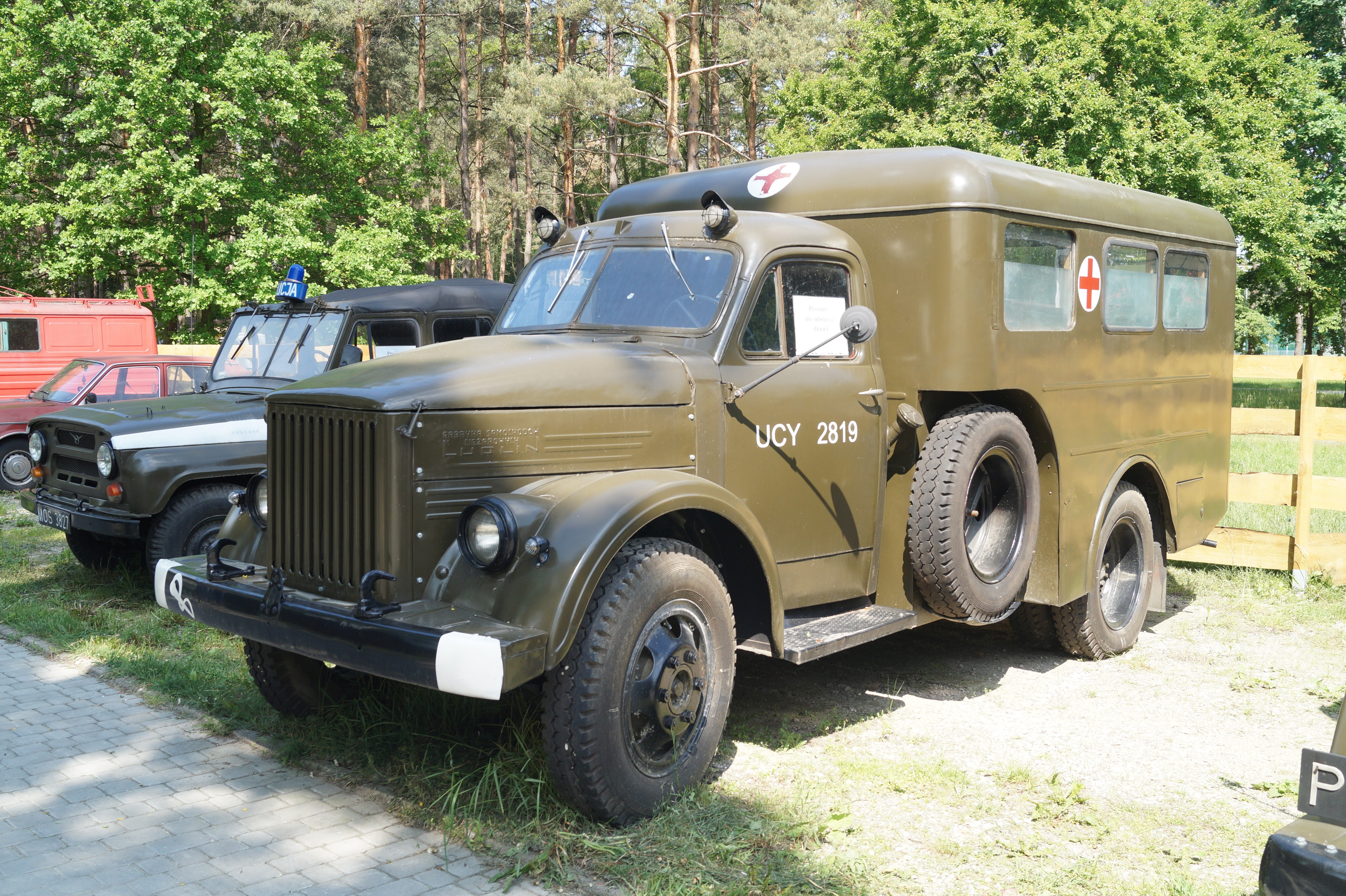
FSC Lublin-51 w wersji sanitarka

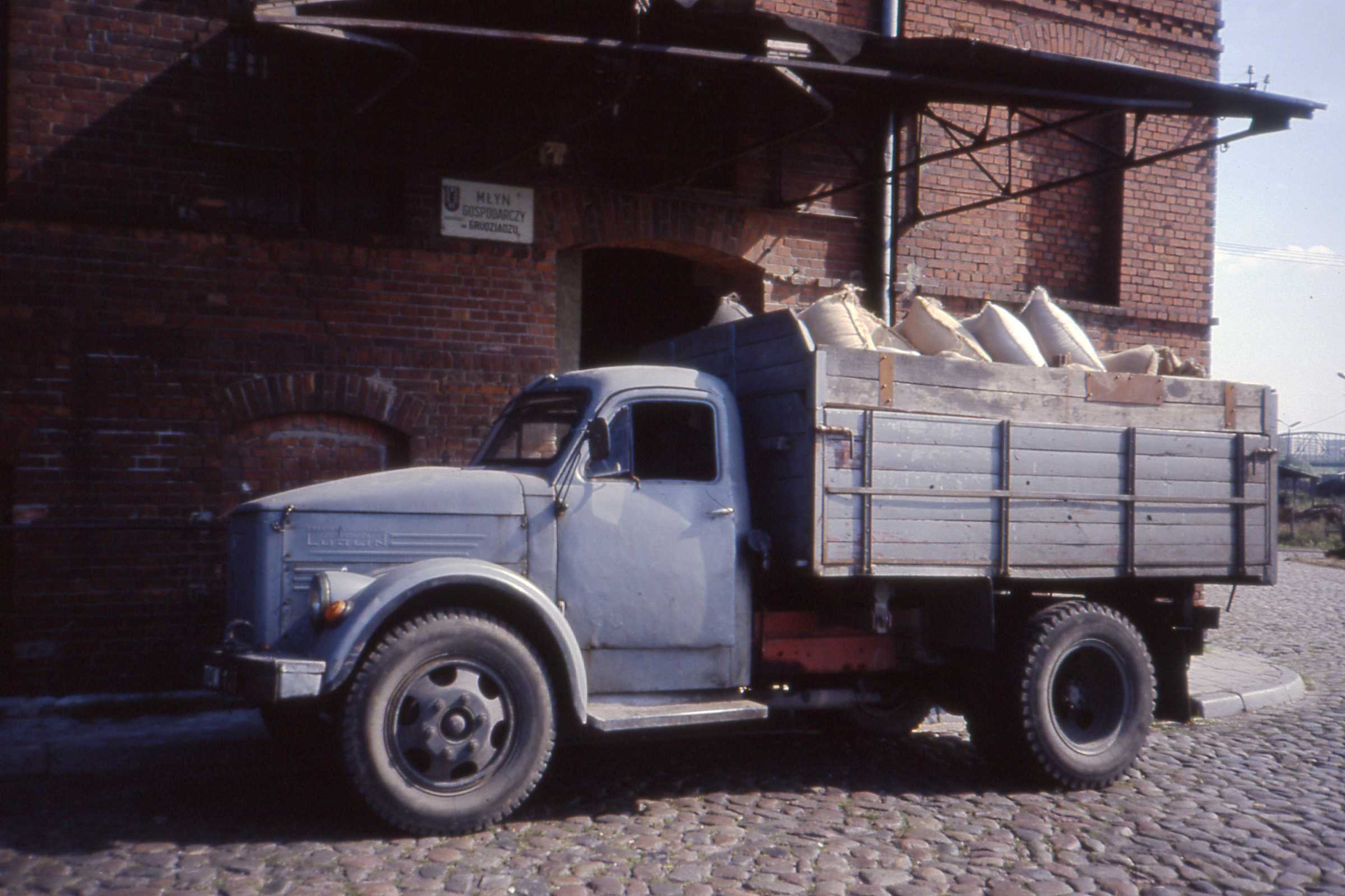
FSC Lublin-51 w 1990 roku

W grudniu 1948 roku zapadła decyzja o rozpoczęciu w Lublinie w przedwojennych zakładach firmy Lilpop, Rau i Loewenstein, produkcji samochodów ciężarowych na licencji radzieckiego modelu GAZ-51. Umowa licencyjna ze stroną radziecką podpisana została 22 lipca 1950 roku. Według początkowych założeń roczna produkcja zakładu miała wynosić około 12 tys. egzemplarzy, jednak pod koniec 1950 roku zwiększono postanowienia produkcyjne do poziomu 25 tys. sztuk rocznie.

Pierwszy egzemplarz tego samochodu zmontowany został 7 listopada 1951 roku z części dostarczonych przez licencjodawcę. 
Nadwozie Lublina-51 osadzone zostało na podłużnicowej, nitowanej ramie wykonanej z blachy tłoczonej. W układzie jezdnym zastosowano przednią sztywną oś zawieszoną na półeliptycznych resorach piórowych oraz dwóch hydraulicznych amortyzatorach ramieniowych. Z tyłu zastosowano most napędowy zawieszony na półeliptycznych resorach piórowych, dodatkowo wspartych przez pomocnicze resory piórowe. W pojeździe tym zastosowano przekładnię kierowniczą ze ślimakiem globoidalnym. Do napędu przewidziano importowany, 6-cylindrowy rzędowy silnik benzynowy typu M-51 o pojemności 3480 cm³ i maksymalnej mocy 51,5 kW (70 KM). Jednostka ta zblokowana została z 4-biegowa manualną, niesynchronizowaną skrzynią biegów. Lublin-51 wyposażony był w kabinę z wysuniętym silnikiem. Wykonany z drewna szkielet kabiny pokryty został wodoodporną sklejką. Poszycie boczne oraz maska silnika i błotniki wykonane zostały z blachy stalowej, natomiast dach pokryty został dermatoidem.
W trakcie produkcji przeprowadzono modernizacje. Zastosowano nowy typ gaźnika ze sterowanym podciśnieniowo oszczędzaczem, zastąpiono podciśnieniowy system napędu wycieraczek silnikami elektrycznymi oraz wprowadzono do produkcji kabinę o konstrukcji w pełni metalowej.   
Pomimo modernizacji nie udało się wyeliminować podstawowych wad tego pojazdu: zbyt małej jak na samochód ciężarowy ładowności oraz wysokiego zużycia paliwa. Produkcję zakończono w czerwcu 1959 roku, po wyprodukowaniu 17 479 egzemplarzy. 
Na podwoziu modelu FSC Lublin-51 montowano różne wersje zabudów, jak np. skrzynia ładunkowa, nadwozia furgonowe produkowane przez Zakłady Budowy Nadwozi Samochodowych w Nysie, nadwozia kin objazdowych, warsztaty naprawcze oraz nadwozia sanitarne typu N-243, produkowane przez Zakłady Budowy Nadwozi Samochodowych w Jelczu.

## Dane techniczne
| Rodzaj silnika                      | R6 dolnozaworowy, czterosuwowy M-51                    |
| Liczba cylindrów                    | 6                                                      |
| Pojemność skokowa                   | 3480 cm³                                               |
| Moc                                 | 70 KM (51,5 kW) przy 2800 obr./ min                    |
| Maks. moment obrotowy przy obr./min | 200 Nm przy 1500 obr./ min                             |
| Prędkość maks.                      | 70 km/h                                                |
| Zużycie paliwa na 100 km            | 26 l                                                   |
| Stopień sprężania                   | 6,2                                                    |
| Skrzynia biegów                     | 4-biegowa manualna                                     |
| Masa samochodu gotowego do jazdy    | 2710 kg                                                |
| Dopuszczalna masa całkowita         | 5350 kg                                                |
| Rozmiar ogumienia                   | 7.50 – 20"                                             |
| Hamulce                             | bębnowe, hydrauliczne, jednoobwodowe na wszystkie koła |
| Średnica cylindra                   | 82 mm                                                  |
| Skok tłoka                          | 110 mm                                                 |
| Rozstaw kół                         | 1400 mm                                                |
| Ładownośc                           | 2,5 t                                                  |